# Phaeopyxis carniolica
Phaeopyxis carniolica är en lavart som först beskrevs av Johann Franz Xaver Arnold, och fick sitt nu gällande namn av Rambold & Triebel 1990. Phaeopyxis carniolica ingår i släktet Phaeopyxis, ordningen disksvampar, klassen Leotiomycetes, divisionen sporsäcksvampar och riket svampar.   Inga underarter finns listade i Catalogue of Life.